# بروكس هانسن
بروكس هانسن (بالإنجليزية: Brooks Hansen)‏‏ (1965 - ) روائي من الولايات المتحدة.

## الجوائز
- زمالة غوغنهايم